# Roberto Giovanni Timossi
Roberto Giovanni Timossi (Genova, 29 maggio 1953) è un filosofo italiano.
Ha compiuto i suoi studi presso l'Università di Genova, dove nel 1974 ha conseguito la laurea in Filosofia.
Dal 1974 al 1980 ha svolto attività di ricerca e di insegnamento seminariale presso l'Ateneo genovese.
I suoi principali interessi sono rivolti alle cosiddette "questioni di frontiera", che riguardano la filosofia, la teologia, la storia della scienza, l'epistemologia e la religione. In questo ambito, si propone di dimostrare la possibilità di una nuova metafisica e in particolare di una rinnovata teologia naturale o filosofica che proceda dai rivoluzionari risultati e dalle conoscenze della scienza contemporanea.
È inoltre noto per i suoi studi critici sull'ateismo. Studioso di logica, ha pubblicato uno dei manuali introduttivi più letti in Italia ("Imparare a ragionare. Un manuale di logica", Marietti 2011).
Dal 2019 è Presidente del Consiglio Scientifico della Scuola Internazionale Superiore per la Ricerca Interdisciplinare ed è stato membro del Consiglio Generale e del Comitato di Gestione della Fondazione Compagnia di San Paolo di Torino. È accademico della Accademia Ligure di Scienze e Lettere e docente presso l'Istituto Superiore di Scienze Religiose Ligure (sigla ISSRL). Dal mese di giugno 2020 è Consigliere di Amministrazione della Fondazione Carige di Genova.  
Oltre a numerosi articoli su quotidiani e riviste specializzate, ha pubblicato saggi per case editrici di rilevanza nazionale.